# Người thừa kế vũ trụ
Người thừa kế vũ trụ (tiếng Anh: Jupiter Ascending) là một bộ phim chủ đề vũ trụ 2015 của Mỹ do Nhà Wachowskis đạo diễn, sản xuất và viết kịch bản. Phim có sự tham gia của Mila Kunis, Channing Tatum, Sean Bean và Eddie Redmayne. Nội dung tập trung vào Jupiter Jones (Kunis), một cô gái dọn dẹp bình thường và Caine Wise (Tatum), một chiến binh vũ trụ thông báo với Jones rằng định mệnh của cô đã mở rộng ra ngoài Trái Đất. Thành viên trong dàn diễn viên phụ là Douglas Booth đã miêu tả vũ trụ viễn tưởng của phim là sự kết hợp giữa Ma trận và Star Wars, trong khi Kunis nói về niềm đam mê và chủ nghĩa nền tảng. Phim khởi chiếu tại Việt Nam ngày 13 tháng 3 năm 2015.